# 亨里克·布津斯基
亨里克·布津斯基（波蘭語：Henryk Budziński，1904年11月29日—1983年3月18日），波兰男子赛艇运动员。他曾代表波兰参加1932年夏季奥林匹克运动会赛艇比赛，获得男子双人单桨无舵手铜牌。